# Tschoppina
Tschoppina es un género de foraminífero bentónico considerado un sinónimo posterior de Fabiania de la subfamilia Fabianiinae, de la familia Cymbaloporidae, de la superfamilia Planorbulinoidea, del suborden Rotaliina y del orden Rotaliida. Su especie tipo era Pseuorbitolina cubensis. Su rango cronoestratigráfico abarcaba el Eoceno.

## Clasificación
Tschoppina incluía a la siguiente especie:
- Tschoppina cubensis †